# 山田誓己
山田 誓己（やまだ せな、1994年2月17日 - ）は、栃木県出身のオートバイレーサー。

## 戦績
- 2008年 - 全日本ロードレース選手権GP125ランキング13位 伊藤RACING・GMDスズカ ヤマハ・TZ125
- 2009年 - 全日本ロードレース選手権GP125ランキング20位 伊藤RACING・GMDスズカ ヤマハ・TZ125
- 2011年 - 全日本ロードレース選手権GP125ランキング5位 TEAM PLUS ONE ホンダ・RS125R
- 2012年 - 全日本ロードレース選手権J-GP3ランキング3位 TEAM PLUSONE&ENDURANCE ホンダ・NSF250R
- 2013年 - 全日本ロードレース選手権J-GP3ランキング1位 TEAM PLUSONE&ENDURANCE ホンダ・NSF250R
- 2013年    ロードレース世界選手権Moto3クラス第17戦参戦し23位 Team Plus One & Endurance ホンダ・NSF250R
- 2014年 - 全日本ロードレース選手権J-GP3ランキング1位 リベルトPLUSONE&ENDURANCE ホンダ・NSF250R
- 2014年    ロードレース世界選手権Moto3クラス第15戦参戦しリタイア リベルト Plusone & Endurance ホンダ・NSF250R
- 2015年 - CEV Moto3 seasonランキング10位 Junior Team Estrella Galicia 0,0 Honda
- 2015年    ロードレース世界選手権Moto3クラス第14戦参戦し18位 エストレヤ・ガリシア 0,0 ホンダ・NSF250RW